# ‘Inān
‘Inān bint ‘Abd-Allāh (‘Inān) (overleden in 841) was een slavin en een vooraanstaand dichter in het Abbassidenrijk, ten tijde van het Islamitische gouden tijdperk. ‘Inān was een qayna, een slavin die seksuele diensten moest verrichten, maar daarnaast in de kunsten was onderwezen en optredens verzorgde aan het hof. De tiende-eeuwse historicus Abu al-Faraj al-Isfahani noemde haar zelfs de meest vooraanstaande van alle slavinnen-dichteressen.

## Biografie
‘Inān werd geboren als dochter van een Arabische man en een slavin en ze was een blondine. Ze werd opgeleid in Al-Yamamah, een streek in centraal Saoedi-Arabië. Ze werd gekocht door een edelman die haar meenam naar Bagdad. Daar had ze een literaire salon die veelvuldig werd bezocht door vooraanstaande schrijvers en dichters van die tijd, onder wie Abu Nuwas. Deze kunstenaars bezochten de salon ook omdat de eigenaar van ‘Inān niet gauw jaloers was en het gemak tolereerde waarmee ze haar lichamelijke diensten verleende.
Haar bekendheid leidde ertoe dat kalief Haroen ar-Rashid trachtte haar te kopen, maar de vraagprijs van 100.000 dinars was hem te veel. Na het overlijden van ‘Ināns eigenaar liet de kalief haar veilen, zogenaamd om schulden af te lossen. Via een tussenpersoon betaalde de kalief alsnog 225.000 dirhams. ‘Inān werd een concubine van de kalief en schonk het leven aan twee zonen, die beiden jong stierven.

## Werk
Ze stond bekend om haar messcherpe gevatheid, die vaak seksueel van toon was, of zelfs vulgair. Een groot deel van het werk van ‘Inān dat bewaard is gebleven, is een vorm van stichomythie, een soort dialoog of steekspel waarbij twee personen elkaar in dichtvorm van repliek dienen. Daarvoor is een gevorderde kennis van het Arabisch nodig, maar ook van de zeer complexe structuur van Arabische poëzie. Haar dialogen met Abu Nuwas behoren tot de bekendste.
- Library of Congress Control Number: nr2001009442
- Virtual International Authority File: 312892245
- WorldCat: E39PBJvhmDRBD4xy3DXKwqq84q